# 奥克萨娜·法金娜
奥克萨娜·尼古拉耶芙娜·法金娜（羅馬化：Oksana Nikolayevna Fadina；1976年7月3日—）是俄罗斯政治家和第八届国家杜马代表。
2006年，她获得经济学理学全博士学位。同年，她被任命为鄂木斯克州石油加工部经济分析和财务规划部门负责人（2008年清算）。2012年7月18日，她被任命为鄂木斯克州经济部副部长。她于2013年辞去该职务，成为Omskgorgaz的副主任。2015年，她重返公务员队伍，成为鄂木斯克州经济第一副部长。2015年10月30日就任鄂木斯克州经济部长。2017年，她当选为鄂木斯克市长。她于2021年卸任，成为第八届国家杜马代表。

## 制裁
巴赫梅季耶夫于2022年因俄乌战争而受到英国政府制裁。